# 李攀竜
李 攀竜（り はんりゅう、李攀龍、拼音: Lǐ Pānlóng、正徳9年4月18日（1514年5月12日） - 隆慶4年8月19日（1570年9月18日））は、中国明代の詩人、文人。後七子と称された明代詩壇の古文辞派の筆頭に挙げられる。歴城（山東省済南市）の出身。字は于鱗（うりん）。号は滄溟（そうめい）。

## 略歴
早くに父を失い、母の手で育てられた。嘉靖23年（1544年）進士となる。その後、陝西提学副使など地方官を歴任し、河南按察使となる。しかし、豪放ながらも自負心の強い性格であったため、官吏の世界になじめず、それ以上は出世しなかった。のちに職を辞して郷里歴城の郊外に隠棲し、母への孝養につとめた。母が他界すると悲嘆のあまり健康を害し、翌隆慶4年（1570年）に没した。

## 詩人として
明代中期、15世紀後半の成化期に李東陽ら茶陵派が隆盛し、復古主義的な傾向を打ち出していた。続く弘治・正徳（15世紀末期から16世紀初頭）年間には、李東陽が抜擢した李夢陽・何景明ら前七子が活躍。前七子は李東陽らの擬古主義をさらに推し進めた。唐代詩文の「格調」を模した擬古調で詩作することを主張し、「格調説」と称される文学理論を展開した。
これらの動きを受けて李攀竜は擬古主義をさらに推進し、「文の前漢より、詩の天宝より下、倶に観るに足るものなし」という持論を展開。盟友である王世貞もまた「文は必ず西漢、詩は必ず盛唐、大暦以後は書を読むことなかれ」と称し、やや教条主義的に擬古文体を追求していった。両人は李王と称され、さらに同様の復古主義的な詩人である謝榛・宗臣・梁有誉・徐中行・呉国倫らをあわせ、前七子に対して「後七子」と称された。
李攀竜の作品はその主張の通り、秦漢の文体や盛唐の詩のつぎはぎ調が多く、後に李贄・袁宏道らが出て批判されるようになると、彼の詩文は先人の模倣に過ぎず、文学を堕落させたものとして激しく攻撃されることになる。しかし格調高い文体の追求に専念したこともあり、盛唐の詩に劣らぬ格調を持つ詩を残したのも確かである。
| 杪秋 太華山の絶頂に登る二首 其一 |                                  |
| 蒼龍半掛秦川雨                   | 蒼龍半ば掛かる 秦川の雨          |
| 石馬長嘶漢苑風                   | 石馬 長く嘶（いなな）く 漢苑の風 |
| 地敞中原秋色盡                   | 地は中原を敞いて秋色尽き         |
| 天開萬里夕陽空                   | 天は万里を開いて夕陽空し         |

| 歳杪放歌       |                                         |
| 終年著書一字無 | 終年 書を著して一字無し                 |
| 中歳學道仍狂夫 | 中歳 道を学んで仍お狂夫                 |
| 勸君高枕且自愛 | 君に勧む 高枕 且に自ら愛すべし          |
| 勸君濁醪且自沽 | 君に勧む 濁醪 且に自ら沽（か）うべし    |
| 何人不説宦遊樂 | 何人か説わざる 宦遊は楽しと             |
| 如君棄官復不惡 | 君の如く官を棄つるも復た悪しからず      |
| 何處不説有炎涼 | 何れの処か説わざる 炎涼有りと           |
| 如君杜門復不妨 | 君の如く門を杜すも復た妨げず            |
| 縱然疎拙非時調 | 縱然（たとえ）疎拙にして時調に非るも    |
| 便是悠悠亦所長 | 便（すなわ）ち是れ悠悠 亦た長ずる所なり |

作品集には『李滄溟集』16巻がある。また古詩を選んで編纂した『古今詩刪』34巻など。また、唐代詩人の作品を集めた詩集として日本でもポピュラーな書である『唐詩選』も李攀竜によって編纂されたと言われている（異説もある。詳細は『唐詩選』の項を参照）。日本の江戸時代、荻生徂徠に始まる古文辞学派へ与えた影響も大きい。

## 伝記史料
- 『明史』巻287 李攀竜伝
- 『列朝詩集』丁集（銭謙益）